# Карабашское сельское поселение (Тюменская область)
Карабашское се́льское поселе́ние — муниципальное образование в Ялуторовском районе Тюменской области Российской Федерации.
Административный центр — село Карабаш.

## История
Статус и границы сельского поселения установлены Законом Тюменской области от 5 ноября 2004 года № 263 «Об установлении границ муниципальных образований Тюменской области и наделении их статусом муниципального района, городского округа и сельского поселения».

## Население
| 2010 | 2011 | 2012 | 2013 | 2014 | 2015 | 2016 |
| ---- | ---- | ---- | ---- | ---- | ---- | ---- |
| 616  | ↘615 | ↘605 | ↘587 | ↘578 | ↗585 | ↘581 |
| 2017 | 2018 | 2019 | 2020 | 2021 |      |      |
| ↘576 | ↘551 | ↘537 | ↘532 | ↗692 |      |      |

## Состав сельского поселения
| № | Населённый пункт | Тип населённого пункта       | Население |
| - | ---------------- | ---------------------------- | --------- |
| 1 | Карабаш          | село, административный центр | ↗661      |
| 2 | Малый Карабашок  | деревня                      | ↗84       |